# البشتی، مورش
البشتی، مورش (به لاتین: Albești, Mureș) یک منطقهٔ مسکونی در رومانی است که در Mureş واقع شده‌است.

## نگارخانه

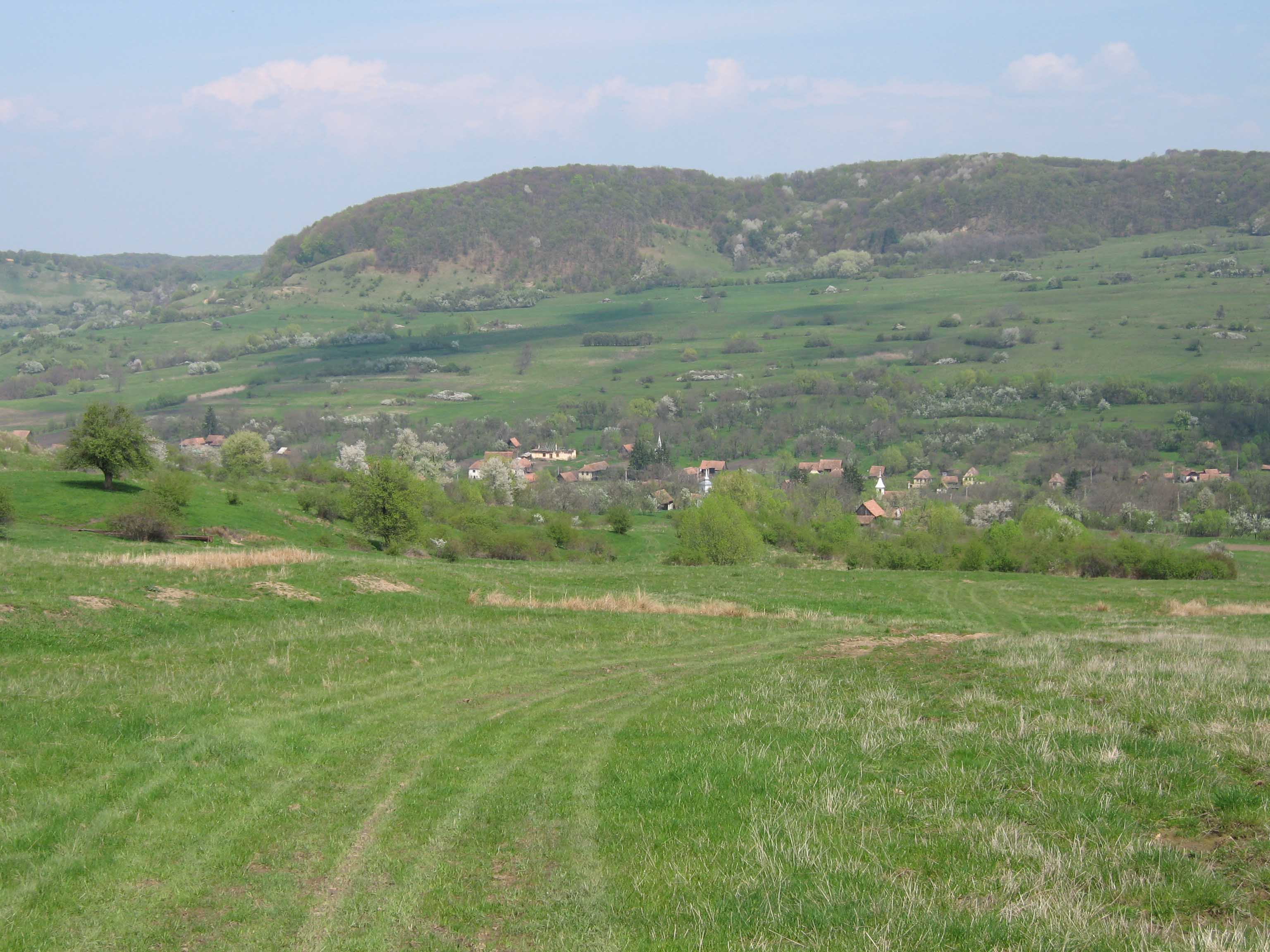
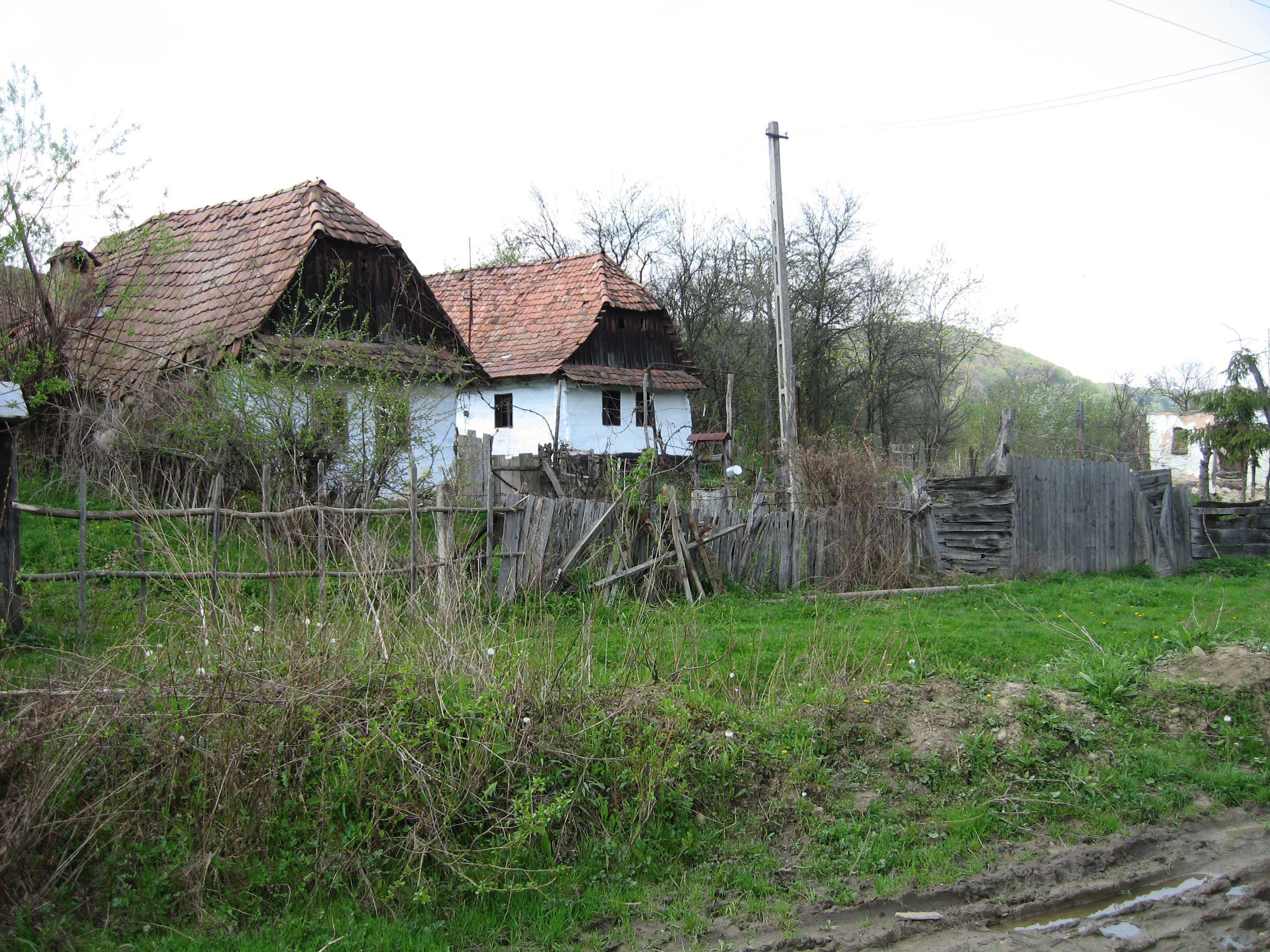

## خصوصیات
البشتی ۵٬۴۶۶ نفر جمعیت دارد.